# 1339
- Wikisource

| Calendário gregoriano                                                        | 1339 MCCCXXXIX                                        |
| Ab urbe condita                                                              | 2092                                                  |
| Calendário arménio                                                           | 788 – 789                                             |
| Calendário bahá'í                                                            | -505 – -504                                           |
| Calendário budista                                                           | 1883                                                  |
| Calendário chinês                                                            | 4035 – 4036 Início a 9 de fevereiro (aproximadamente) |
| Calendário copta                                                             | 1055 – 1056                                           |
| Calendário etíope                                                            | 1331 – 1332                                           |
| Calendários hindus - Vikram Samvat - Calendário nacional indiano - Cáli Iuga | 1394 – 1395 1260 – 1261 4439 – 4440                   |
| Calendário Holoceno                                                          | 11339                                                 |
| Calendário islâmico                                                          | 739 – 740                                             |
| Calendário judaico                                                           | 5099 – 5100                                           |
| Calendário persa                                                             | 717 – 718                                             |
| Calendário rúnico                                                            | 1589                                                  |
| Calendário solar tailandês                                                   | 1882                                                  |

1339 (MCCCXXXIX, na numeração romana) foi um ano comum do século XIV do Calendário Juliano, da Era de Cristo, a sua letra dominical foi C (52 semanas), teve início a uma sexta-feira e terminou também a uma sexta-feira.
| Ano completo                       |
| ---------------------------------- |
| Ano comum com início à sexta-feira |

## Eventos
- 12 de maio - Bula do papa Bento XII autorizando a criação da Universidade de Grenoble.
- 24 de agosto — Celebração do casamento do herdeiro do trono português D. Pedro, o Justiceiro, com Constança Manuel.
- Nova edição do Portulano de Angelino Dulcert que assinala não só a ilha "Bracile", (como aconteceu na edição de 1325) mas outras, nas alturas dos atuais arquipélados das Canárias (descoberto anteriormente em Agosto de 1336 pelos portugueses e nomeando a Canária, Lançarote, Forteventura e outras) e da Madeira, e ainda a "Capraria", que alguns autores associam ao conjunto das atuais ilhas de Santa Maria e São Miguel, nos Açores.

## Nascimentos
- Ana de Swidnica, imperatriz consorte de Carlos, Imperador do Sacro Império Romano-Germânico  (m. 1362).
- 23 de julho — Luís I, duque de Anjou e rei de Nápoles  (m. 1384).
- Ismail II — nono sultão do Reino Nacérida de Granada entre 1359 e a sua morte  (m. 1360).

## Mortes
- 17 de fevereiro — Otão I, o Feliz, duque da Áustria  (n. 1301).
- Go-Daigo — imperador do Japão  (n. 1288).